# 凹版雜誌
凹版雜誌（日语：グラビア雑誌），簡稱「凹版誌」（グラビア誌），是以繪畫兼具攝影內容為中心的雜誌統稱。與完全攝影寫真的寫真雜誌不是同一個概念。

## 語源
因為日本很長一段時間雜誌的繪畫和攝影頁大部分是採用「凹版印刷」（グラビア印刷，Rotogravure），故這種書籍或雜誌上以繪畫、寫真為主題，單獨作為卷首內容，或加入卷首之中的頁面，稱為「凹版頁」（グラビアページ），一般情況下也單獨稱作「凹版」（グラビア）。
 日文就成了固定的叫法。

## 特色
即傳統凹版印刷，印紋部份具凸出感，油墨濃厚、結實。適用於有價證券、鈔票的印刷上。因為凹版印刷屬於藝術範圍，是繪畫和攝影領域的印刷技術，所以並不只限於女性模特兒的相片，也有做為其他藝術品使用。